# رومپین
رومپین (به لاتین: Rompin) یک سکونتگاه مسکونی در مالزی است که در پاهانگ واقع شده‌است.